# Hugo Eysenblätter
Hugo August Gottfried Eysenblätter (* 1825; † 1904) war evangelischer Superintendent in Heiligenbeil in Ostpreußen und Regionalhistoriker.

## Leben und Wirken
Hugo Eysenblätter wurde 1873 Pfarrer in Heiligenbeil, seit etwa 1880 war er dort auch Superintendent. 1893 wurde er emeritiert und verfasste einige Schriften zur Geschichte von Heiligenbeil und Umgebung.
- Georg Sabinus, der erste Rektor der Albertus-Universität, Königsberg 1895
- Geschichte der Stadt Heiligenbeil, Königsberg 1896
- Die Klöster der Augustiner-Eremiten im Nordosten Deutschlands, in Altpreussische Monatsschrift, Königsberg 1898, S. 180–191. (pdf)
- Die ältesten Urkunden über Gedilgen und Thomsdorf bei Heiligenbeil von 1260 und 1262, in Altpreußische Monatsschrift, Königsberg 1898, S. 260–269.